# Фельдер, Пол
Пол Фе́льдер (англ. Paul Felder; род. 25 апреля 1985, Филадельфия) — американский боец смешанного стиля, представитель лёгкой весовой категории. Выступает на профессиональном уровне начиная с 2011 года, известен по участию в турнирах бойцовских организаций UFC и Cage Fury FC, владел титулом чемпиона Cage Fury FC в лёгком весе.

## Биография
Пол Фельдер родился 25 апреля 1984 года в Филадельфии, имеет ирландские корни. В возрасте двенадцати лет увлёкся единоборствами, практиковал тхэквондо и карате — добился в этих дисциплинах определённых успехов, в частности по тхэквондо состоял в национальной сборной и участвовал в юниорской Олимпиаде. Во время обучения в университете освоил также тайский бокс, после чего переключился на ММА — в 2010 году провёл несколько поединков среди любителей.

### Начало профессиональной карьеры
Дебютировал в смешанных единоборствах на профессиональном уровне в декабре 2011 года, выиграв у своего соперника техническим нокаутом во втором раунде. Начало своей профессиональной карьеры связал с небольшой американской организацией Cage Fury Fighting Championships, где в общей сложности одержал шесть побед, в том числе завоевал и защитил титул чемпиона в лёгкой весовой категории.

### Ultimate Fighting Championship
Имея в послужном списке восемь побед и ни одного поражения, Фельдер привлёк к себе внимание крупнейшей бойцовской организации мира Ultimate Fighting Championship и в 2014 году подписал с ней долгосрочный контракт. Впервые вышел в октагон UFC в поединке против канадца Джейсона Сагго, выиграл у него раздельным решением судей.
2015 год начал с эффектной победы нокаутом над Дэнни Кастильо, заработав бонус за лучшее выступление. Тем не менее, вскоре потерпел первое в профессиональной карьере поражение, уступив единогласным решением Эдсону Барбозе — оба бойца были награждены премией за лучший бой вечера. Затем последовало ещё одно поражение, единогласным решением от Росса Пирсона.
В 2016 году Фельдер провёл ещё три боя, им были побеждены Дарон Крюйкшенк и Джош Бёркман, однако выиграть у Франсиску Триналду он не смог — в середине третьего раунда из-за сильного рассечения врач запретил ему драться, и рефери зафиксировал технический нокаут.
Следующими соперниками Пола Фельдера стали Алессандро Риччи и Стиви Рэй — обоих он победил досрочно в первых же раундах, удостоившись в этих боях наград за лучшее выступление вечера. Также в 2017 году взял верх над бразильцем Чарльзом Оливейрой.
В апреле 2018 года должен был встретиться с соотечественником Элом Яквинтой, но буквально в день взвешивания организаторы решили поставить Яквинту на чемпионский бой с Хабибом Нурмагомедовым вместо выбывшего по состоянию здоровья Макса Холлоуэя. Фельдер таким образом остался без соперника и не смог выступить на этом турнире.
22 мая 2021 года, работая комментатором на трансляции турнира UFC Fight Night: Font vs. Garbrandt, Фелдер объявил о своем уходе из смешанных единоборств. Однако 21 сентября 2023 года Фелдер вновь вернулся в реестр бойцов UFC.

## Статистика в профессиональном ММА
| Боёв 23  | Побед 17 | Поражений 6 |
| -------- | -------- | ----------- |
| Нокаутом | 10       | 1           |
| Сдачей   | 1        | 0           |
| Решением | 6        | 5           |

| Результат | Рекорд | Соперник           | Способ                  | Турнир                                     | Дата             | Раунд | Время | Место                  | Примечание                                 |
| --------- | ------ | ------------------ | ----------------------- | ------------------------------------------ | ---------------- | ----- | ----- | ---------------------- | ------------------------------------------ |
| Поражение | 17-6   | Рафаэл дус Анжус   | Раздельное решение      | UFC Fight Night: Felder vs. dos Anjos      | 14 ноября 2020   | 5     | 5:00  | Лас-Вегас, США         | Бой вечера.                                |
| Поражение | 17-5   | Дэн Хукер          | Раздельное решение      | UFC Fight Night: Felder vs. Hooker         | 23 февраля 2020  | 5     | 5:00  | Окленд, Новая Зеландия |                                            |
| Победа    | 17-4   | Эдсон Барбоза      | Раздельное решение      | UFC 242                                    | 7 сентября 2019  | 3     | 5:00  | Абу-Даби, ОАЭ          |                                            |
| Победа    | 16-4   | Джеймс Вик         | Единогласное решение    | UFC on ESPN: Ngannou vs. Velasquez         | 17 февраля 2019  | 3     | 5:00  | Финикс, США            |                                            |
| Поражение | 15-4   | Майк Перри         | Раздельное решение      | UFC 226                                    | 7 июля 2018      | 3     | 5:00  | Лас-Вегас, США         | Бой в полусреднем весе.                    |
| Победа    | 15-3   | Чарльз Оливейра    | TKO (удары локтями)     | UFC 218                                    | 2 декабря 2017   | 2     | 4:06  | Детройт, США           |                                            |
| Победа    | 14-3   | Стиви Рэй          | KO (удары локтями)      | UFC Fight Night: Nelson vs. Ponzinibbio    | 16 июля 2017     | 1     | 3:57  | Глазго, Шотландия      | Выступление вечера.                        |
| Победа    | 13-3   | Алессандро Риччи   | TKO (удары)             | UFC Fight Night: Lewis vs. Browne          | 19 февраля 2017  | 1     | 4:44  | Галифакс, Канада       | Выступление вечера.                        |
| Поражение | 12-3   | Франсиску Триналду | TKO (остановлен врачом) | UFC Fight Night: Cyborg vs. Lansberg       | 24 сентября 2016 | 3     | 2:25  | Бразилиа, Бразилия     |                                            |
| Победа    | 12-2   | Джош Бёркман       | Единогласное решение    | UFC Fight Night: Almeida vs. Garbrandt     | 29 мая 2016      | 3     | 5:00  | Лас-Вегас, США         |                                            |
| Победа    | 11-2   | Дарон Крюйкшенк    | Сдача (удушение сзади)  | UFC Fight Night: Dillashaw vs. Cruz        | 17 января 2016   | 3     | 3:56  | Бостон, США            |                                            |
| Поражение | 10-2   | Росс Пирсон        | Раздельное решение      | UFC 191                                    | 5 сентября 2015  | 3     | 5:00  | Лас-Вегас, США         |                                            |
| Поражение | 10-1   | Эдсон Барбоза      | Единогласное решение    | UFC on Fox: Dillashaw vs. Barão 2          | 25 июля 2015     | 3     | 5:00  | Чикаго, США            | Бой вечера.                                |
| Победа    | 10-0   | Дэнни Кастильо     | KO (рукой с разворота)  | UFC 182                                    | 3 января 2015    | 2     | 2:09  | Лас-Вегас, США         | Выступление вечера.                        |
| Победа    | 9-0    | Джейсон Сагго      | Раздельное решение      | UFC Fight Night: MacDonald vs. Saffiedine  | 4 октября 2014   | 3     | 5:00  | Галифакс, Канада       |                                            |
| Победа    | 8-0    | Крейг Джонсон      | KO (ногой с разворота)  | CFFC 38: Felder vs. Johnson                | 9 августа 2014   | 2     | 3:44  | Атлантик-Сити, США     | Защитил титул чемпиона CFFC в лёгком весе. |
| Победа    | 7-0    | Марк Стивенс       | TKO (удары руками)      | CFFC 33: Felder vs. Stevens                | 22 марта 2014    | 2     | 4:03  | Филадельфия, США       | Выиграл титул чемпиона CFFC в лёгком весе. |
| Победа    | 6-0    | Джулиан Лэйн       | Единогласное решение    | CFFC 28: Brenneman vs. Baker               | 26 октября 2013  | 3     | 5:00  | Атлантик-Сити, США     |                                            |
| Победа    | 5-0    | Кори Бликен        | Единогласное решение    | CFFC 24: Sullivan vs. Becker               | 11 мая 2013      | 3     | 5:00  | Атлантик-Сити, США     |                                            |
| Победа    | 4-0    | Рики Нуно          | TKO (удары локтями)     | CFFC 20: Heckman vs. Martinez              | 8 февраля 2013   | 1     | 2:15  | Кинг-оф-Пруссия, США   |                                            |
| Победа    | 3-0    | Хама Уорти         | TKO (удары руками)      | Pinnacle FC: Pittsburgh Challenge Series 1 | 29 декабря 2012  | 1     | 1:10  | Питтсбург, США         |                                            |
| Победа    | 2-0    | Джуда Сьерво       | TKO (остановлен врачом) | XFE: Cage Wars 14                          | 3 марта 2012     | 2     | 5:00  | Честер, США            |                                            |
| Победа    | 1-0    | Мтуме Гудрум       | TKO (удары коленями)    | CFFC 12: Pollard vs. Soto                  | 10 декабря 2011  | 2     | 2:31  | Атлантик-Сити, США     | Профессиональный дебют.                    |